# 何况
何况（1962年—），原名何光喜，中国作家，江西婺源人。中国作家协会会员，中国报告文学学会会员。1980年参加中国人民解放军，1995年7月毕业于解放军艺术学院。合著作品《开埠》获第一届鲁迅文学奖、第十一届中国图书奖。